# Vriesea dictyographa
Vriesea dictyographa là một loài thuộc chi Vriesea. Đây là loài đặc hữu của Brasil.